# Pelopejon
Pelopejon – temenos z symbolicznym grobem legendarnego Pelopsa na terenie starożytnej Olimpii.
Pelopejon znajduje się na terenie stanowiska archeologicznego w Olimpii, które w 1989 roku zostało wpisane na listę światowego dziedzictwa UNESCO.

## Architektura
Pelopejon znajduje się na południe od Herajonu. W VI w. p.n.e. był wzniesieniem o wysokości ok. 2 m . W następnym stuleciu został ogrodzony pięciokątnym peribolosem, a wejściem na południowym zachodzie zostało później ozdobione doryckim propylonem. Wewnątrz znajdował się ołtarz herosa Pelopsa  oraz posągi i topole .
Według greckiego geografa Pauzaniasza raz w roku składano na ołtarzu czarnego barana ku czci herosa, a ten, kto zjadł mięso z ofiary, nie miał wstępu do świątyni Zeusa .

## Historia
Pelopejon – temenos z symbolicznym grobem legendarnego Pelopsa – datowany jest na ok. 600-500 p.n.e.  Według Pauzaniasza powstał z inicjatywy Heraklesa, potomka Pelopsa .
Znajduje się tu prehistoryczny kurhan (o średnicy 27 m) i peribolos z ok. 2500 roku p.n.e. – najstarsza część Altisu . Prawdopodobnie, zanim na kurhanie powstał Pelopejon, czczono tu wcześniej bóstwa płodności. Znaleziono tu liczne obiekty ceramiczne i terakotowe, a także figurki brązowe zwierząt i ludzi .
Współcześnie pozostałości Pelopejonu znajdują się na terenie stanowiska archeologicznego w Olimpii, które w 1989 roku zostało wpisane na listę światowego dziedzictwa UNESCO .